# Ce jour-là (film, 2003)
Pour les articles homonymes, voir Ce jour-là.
Pour plus de détails, voir Fiche technique et Distribution.
Ce jour-là est un  film franco-suisse réalisé par Raul Ruiz, sorti en 2003.

## Synopsis
Une jeune fille riche et simple d'esprit hérite de la fortune de sa mère décédée. Les membres de sa famille tentent alors de la faire assassiner pour récupérer l'héritage en question. Mais le tueur qu'ils vont engager va tomber sous le charme de sa cible.

## Fiche technique
- Titre : Ce jour-là
- Réalisation : Raul Ruiz
- Scénario : Raul Ruiz
- Photographie : Acácio de Almeida
- Montage : Valeria Sarmiento
- Décors : Bruno Beaugé
- Costumes : Claire Gérard-Hirne
- Production : Paulo Branco et Patricia Plattner
- Société de production : Gémini Films
- Pays d'origine :  France,  Suisse
- Format : couleurs - 1,85:1 - Dolby Surround - 35 mm
- Genre : comédie noire
- Durée : 105 minutes
- Date de sortie : 4 juin 2003 (France)

## Distribution
| - Bernard Giraudeau : Pointpoirot - Elsa Zylberstein : Livia - Jean-Luc Bideau : Raufer - Jean-François Balmer : Treffle - Christian Vadim : Ritter - Laurent Malet : Roland - Rufus : Hubus - Féodor Atkine : Warff | - Jacques Denis : le patron du café - Édith Scob : Léone - Hélène Surgère : Bernadette - Laurence Février : Edmonde - Jean-Michel Portal : Vogel - Jean-Baptiste Puech : Luc - Michel Piccoli : Harald - Macha Béranger : Laure Magloire |